# Veres-kő
A Veres-kő a Hagymás-hegységben található, a Nagy-Hagymástól északra. Nyugati oldala sziklás, keleti oldala belesimul a Fehér-mező fennsíkjába. A Fehér-mezőről nézve a Veres-kő csak egy erdős dombnak tűnik, melynek relatív magassága nem több 100 méternél.

## Külső hivatkozások
- Turistatérképek a Hagymás-hegységről Archiválva 2008. június 26-i dátummal a Wayback Machine-ben
- A Hagymás-hegység leírása (határai, állatvilág, növényvilág, vízrajz, éghajlat, földtani szerkezet)